# Boehmeria brevirostris
Boehmeria brevirostris är en nässelväxtart som beskrevs av Hugh Algernon Weddell. Boehmeria brevirostris ingår i släktet Boehmeria och familjen nässelväxter. Inga underarter finns listade i Catalogue of Life.